# Giorgio Piccirillo
Giorgio Piccirillo (Castellammare di Stabia, 21 febbraio 1947) è un generale e prefetto italiano, direttore dell'AISI dal 2008 al 2012.

## Biografia
Già allievo della Scuola Militare Nunziatella e dell'Accademia Militare di Modena, è divenuto ufficiale dei Carabinieri nel 1969. È laureato in Scienze Politiche presso l'Università degli Studi di Bologna e in Scienze della Sicurezza Interna presso l'Università di Roma Tor Vergata. Ha frequentato la Scuola di Guerra di Civitavecchia, conseguendone il relativo "titolo". È stato comandante della Legione carabinieri Sicilia, comandante della Scuola Ufficiali Carabinieri, capo di stato maggiore dell'Arma e Comandante delle Unità Mobili e Specializzate. È stato, inoltre, a capo del Comando Interregionale dei Carabinieri "Pastrengo" di Milano.
Nell'Arma ha trascorso una carriera, culminata con la nomina a Vice Comandante Generale dell'Arma dei Carabinieri, dal 13 dicembre 2007 al 14 giugno 2008. Nominato prefetto dal Consiglio dei ministri, ha ricoperto l'incarico di Direttore dell'Agenzia informazioni e sicurezza interna (AISI) dal 15 giugno 2008 al 15 giugno 2012.